# The Pride of St. Louis
Pour plus de détails, voir Fiche technique et Distribution.
The Pride of St. Louis est un film américain réalisé par Harmon Jones et sorti en 1952.

## Fiche technique
- Réalisation : Harmon Jones
- Scénario : Herman J. Mankiewicz, d'après une histoire de Guy Trosper
- Chef-opérateur : Leo Tover
- Musique : Arthur Lange
- Montage : Robert L. Simpson
- Décors : Travilla
- Direction artistique : Lyle R. Wheeler
- Production : 20th Century Fox
- Durée : 93 minutes
- Date de sortie : États-Unis : 1952

## Distribution
- Dan Dailey : Jerome Hanna 'Dizzy' Dean
- Joanne Dru : Patricia Nash Dean
- Richard Hylton : Johnny Kendall
- Richard Crenna : Paul Dean
- Hugh Sanders : Horst
- James Brown : Moose
- Leo Cleary
- Robert Board : Dennis
- Richard Reeves : Connelly
- Albert Conti : Frank Grosetti
- John Doucette : Benny
- Robert Nichols : Eddie
- Philip Van Zandt : Louis
- Chet Huntley
- Mickey Little